# Coffee shop

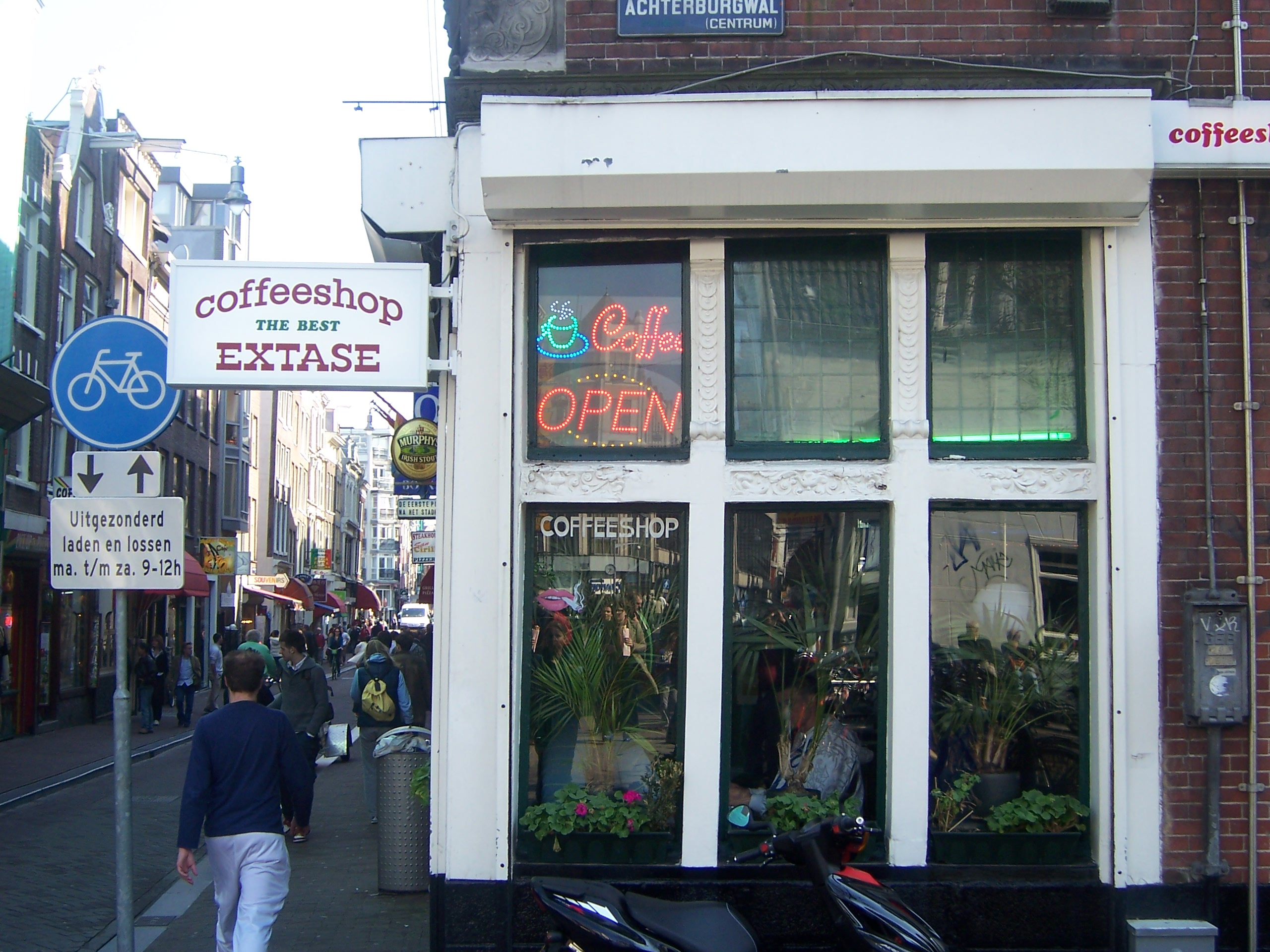
Coffe shop v Amsterodamu

Coffee shop je obchod, ve kterém se prodává marihuana.
Tyto obchody se vyskytují převážně v Nizozemsku, kde je tato lehká droga tolerována. Nejvíc coffee shopů se nalézá v Amsterdamu a Rotterdamu. Ceny marihuany jsou různé kvůli různorodosti modelů (odrůd) konopí. Mezi nejznámější modely se řadí Jack Herrer, Nebula, White Widow a Blue berry. Maastrichtské coffee shopy navštíví za rok zhruba jeden a půl milionu turistů, kteří přijíždějí hlavně z Německa, Belgie a Francie. Od roku 1976 není prodej a konzumování marihuany v coffee shopech trestným činem. Tyto kavárny smějí plnoletým zákazníkům prodávat až pět gramů marihuany. Za touto politikou stojí názor, že odlišování tvrdých a měkkých drog je žádoucí. Je faktem, že tato politika se osvědčila v tom, že Nizozemsko má jedno z nejnižších procent uživatelů tvrdých drog.[zdroj⁠?!]

## Cannabis cup
Soutěž o nejlepší coffee shop v Nizozemsku, který se uskutečnil v roce 2006. Do této soutěže se zapojilo 32 nejlepších coffee shopu v zemi. Zúčastnil se i český tým, který se umístil jako 5. Tento cup vyhrál Larry Flynt.

## Omezení coffee shopů v Nizozemsku
Ve městech má zmizet mnoho coffee shopů. Liberální levicová vláda v Haagu je chce odsunout přinejmenším z blízkosti škol. Nejprve bylo toto nařízení i přes protesty zavedeno v Rotterdamu; 27 z 62 coffee shopů má od ledna 2009 zavřít, nebo začít prodávat jiné zboží.
"Nesmíme sice provozovat coffee shop, ale když budeme místo konopí nabízet něco jiného, například alkohol, můžeme si obchod nechat," říká Myranda Bruinová, členka Spolku rotterdamských vlastníků coffee shopů. V solidární akci získal tento spolek v červenci 22 000 podpisů proti plánované změně. V Rotterdamu mají zmizet všechny obchody s hašišem v okruhu 250 metrů od každé školy. Starosta Ivo Opstelten tak chce "ochránit zranitelnou mládež před ní samotnou", přestože už teď existuje mnoho pravidel a zákonů, které mají udržet mladistvé mimo coffee shopy. Provozovatelé nemohou vést reklamní kampaně a smějí prodávat pouze pět gramů na osobu; nesmí však svůj sortiment nabízet nezletilým.